# Черете
Черете (итал. Cerete) — коммуна в Италии, располагается в регионе Ломбардия, в провинции Бергамо.
Население составляет 1378 человек (2008 г.), плотность населения составляет 106 чел./км². Занимает площадь 13 км². Почтовый индекс — 24020. Телефонный код — 0346.
Покровителями коммуны почитаются святые апостолы Филипп и Иаков (Cerete Alto), празднование 3 мая, и святой Викентий Сарагосский (Cerete Basso), празднование 22 января.

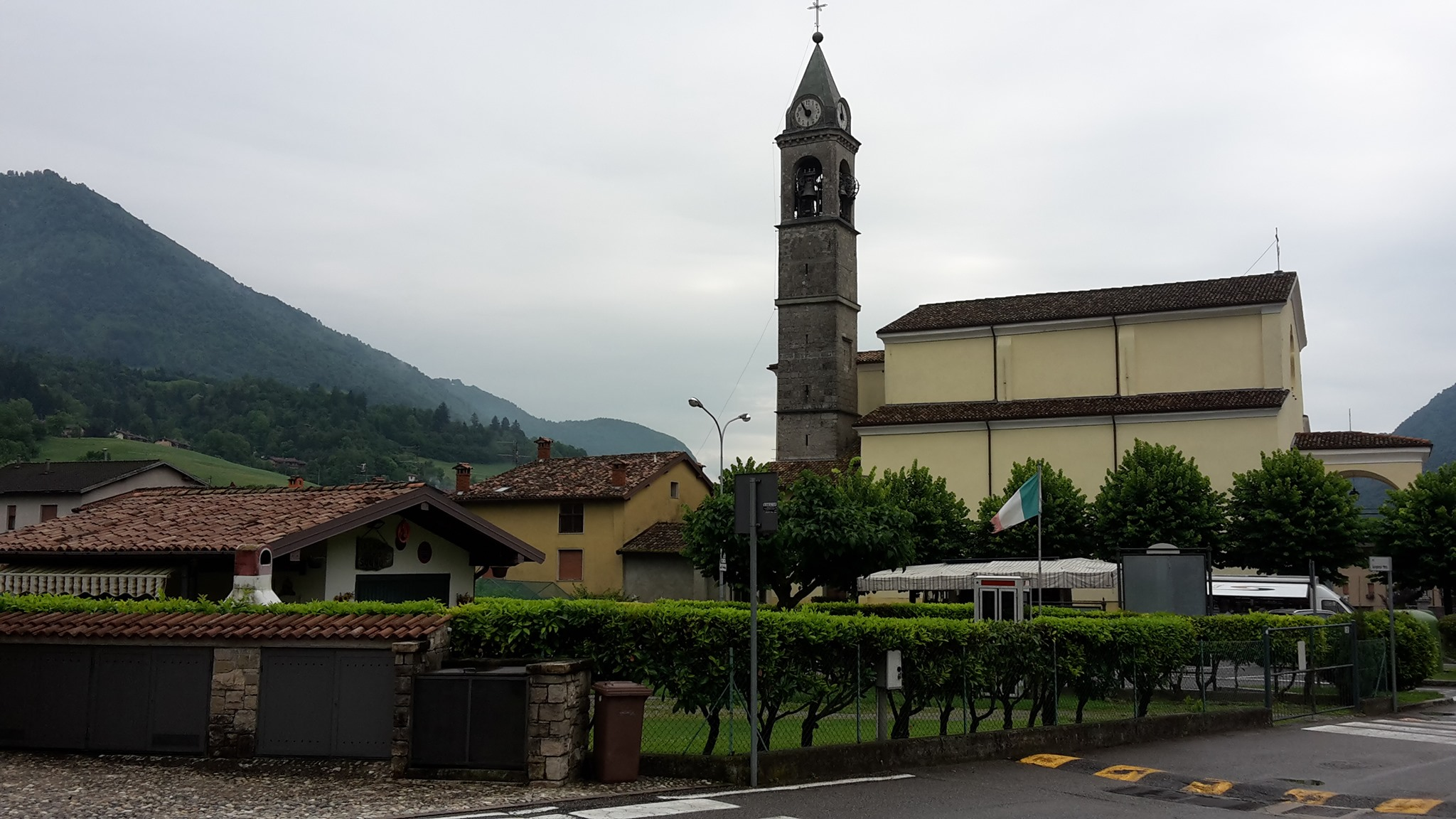
Черете. Приходская церковь

## Демография
Динамика населения:

## Администрация коммуны
- Официальный сайт: http://www.comune.cerete.bg.it

## История

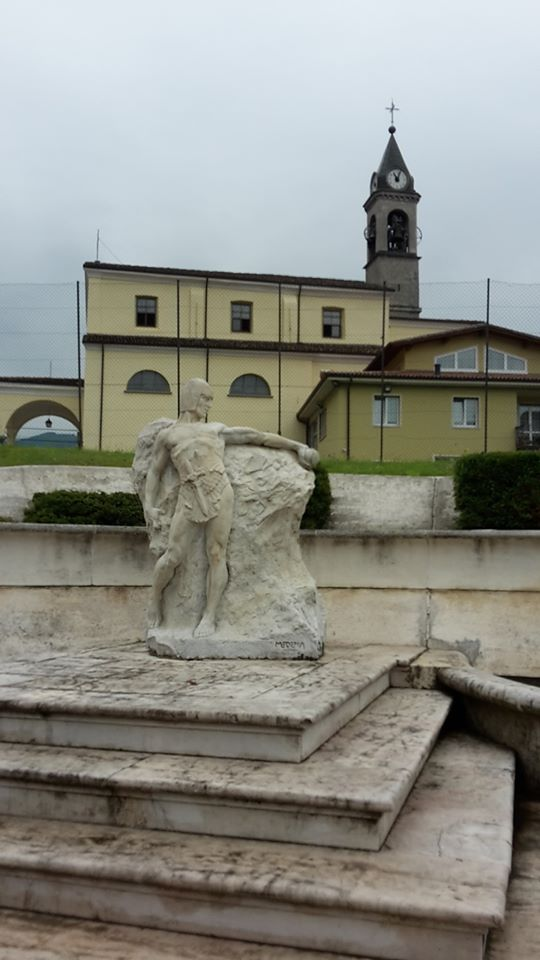
Черете. Исторический центр

Археологические данные подтверждают освоенность территории уже в доисторический период. Периодом Высокого Средневековый датирован, обнаруженный в районе кладбища некрополь.
Первое упоминание о населенном пункте относится к 883 году, в связи с пожертвованием императором Карлом III епископу Бергамо небольшого монастыря Сан-Микеле-Арканджело в «лат. locum qui dicitur Cerretum», что было подтверждено в 895 году королем Арнульфом Каринтинским и также императором Людовиком IV в 901 году. В 941 году город упоминается, как лат. civitas в акте, сохранившемся в «лат. Codex diplomaticus Langobardiae».
Около 1000 года известно о появлении дворца Бергамского епископа в районе нынешней площади Джованни XXIII, что было вызвано необходимостью контроля за хозяйственной деятельностью и уплатой населением десятины в пользу курии.
В середине XIV века Черете становится независимым муниципалитетом.
С 1697 года в приходской церкви хранится частица мощей мученика Викентия, святого древней неразделенной Церкви.

## Памятники и достопримечательности
Исторический центр включает в себя: комплекс памятников на площади Мартири делла Либерта, древние строения на площади Джованни XXIII, приходскую церковь святого мученика Викентия, датируется 1000 годом и бывшая частью комплекса епископского дворца. В храме имеются произведения мастеров Андрея Фантони, Джанантонио Гуарди, Антонио Чифронди, Паоло Пагани и Карло Миньокки.
Небольшая церковь Сан-Рокко, возникла на месте самого старого культового сооружения, примыкающая к ней территория в документах упоминается, как «лат. Rotolus Ecclesiae Sancti Vincentii de Cereto». В 1998 году, во время дорожных работ и благоустройству кладбища, здесь были обнаружены гробницы периода Средневековья.
Привлекает внимание дидактический и туристический парк с древними мельницами. Обилие воды, рельеф и география были благоприятными условиями, которые в прошлом позволяли заниматься ремеслами на основе гидроэнергетики, среди них мельницы для измельчения зерновых культур, кузницы, лесопилки, бумажная фабрика и прядильные машины. 

## Фотогалерея

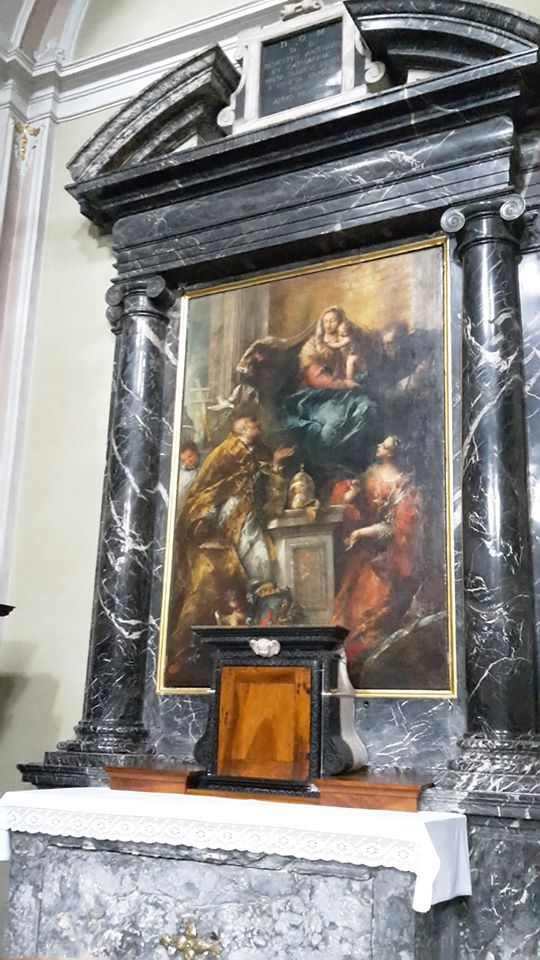
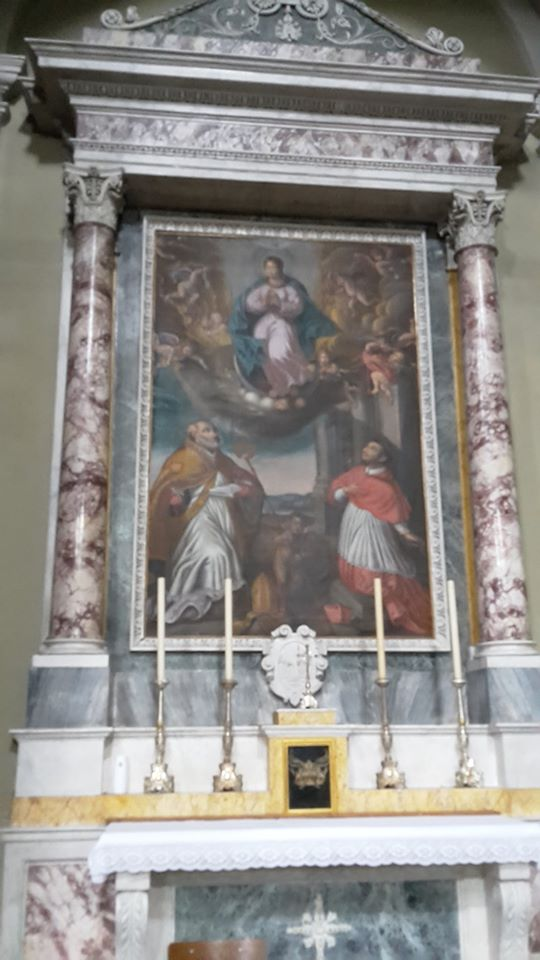
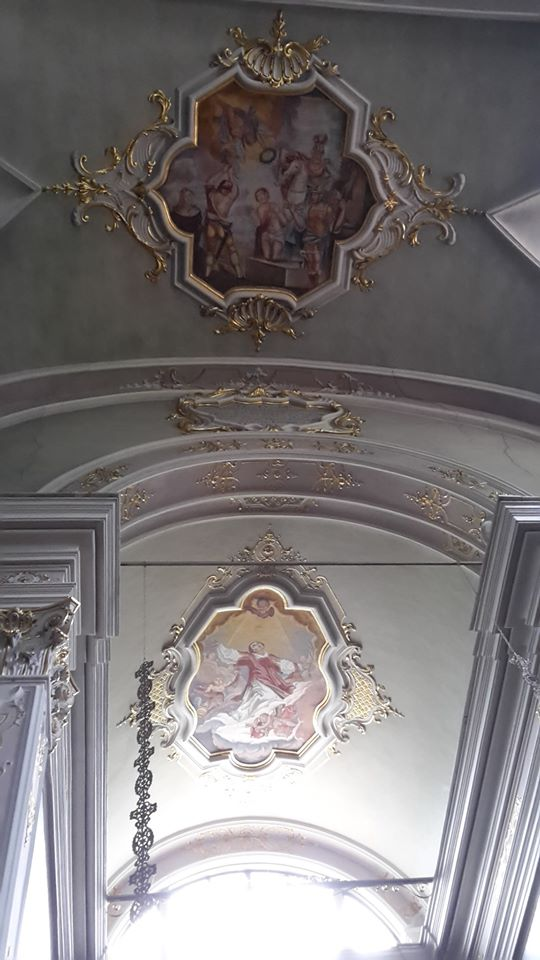
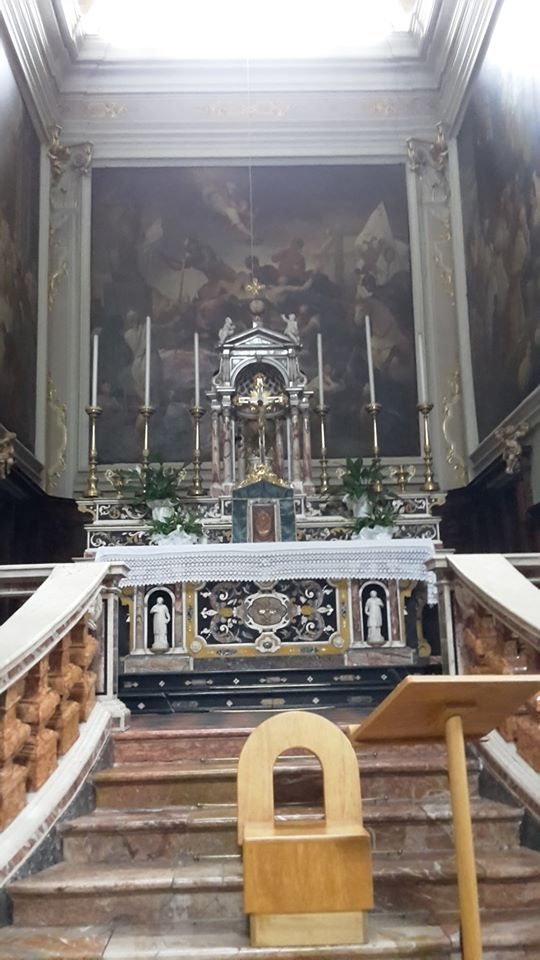
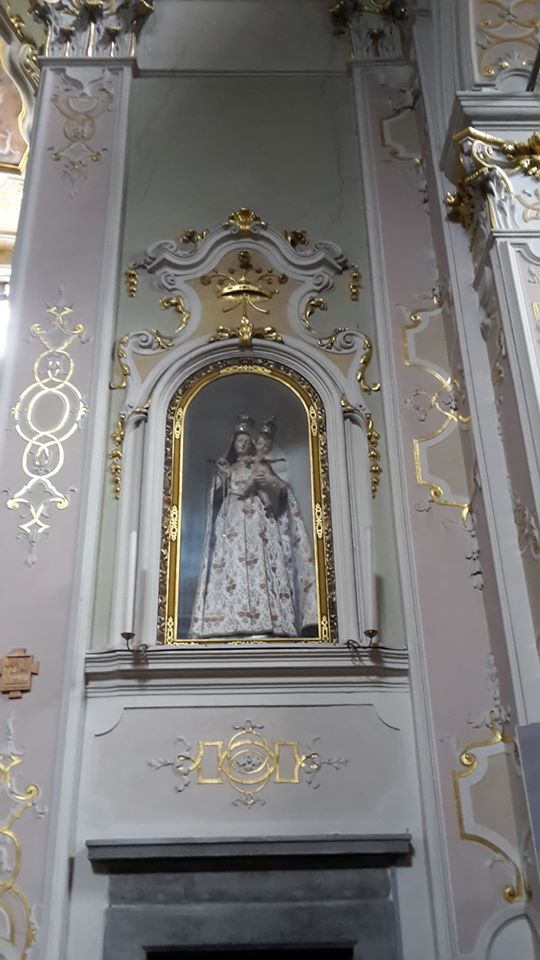
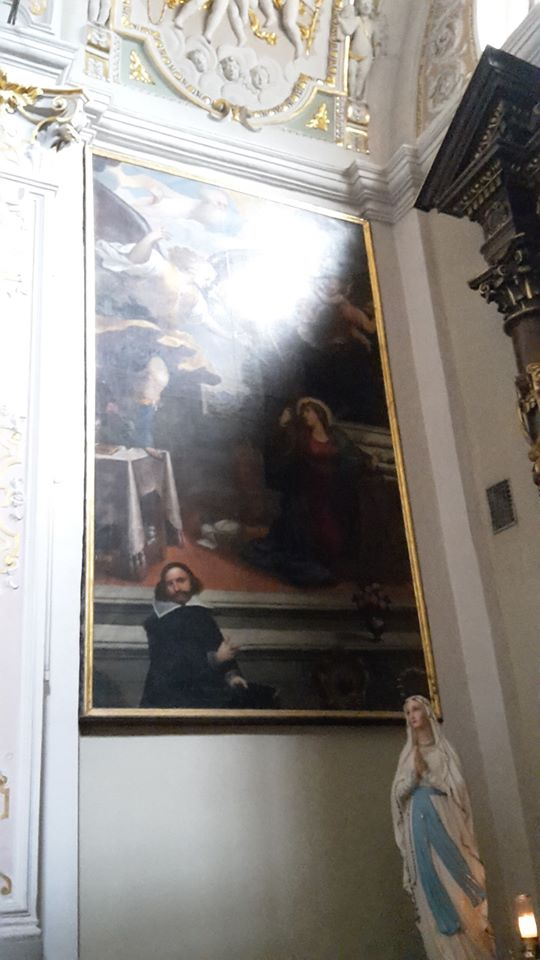
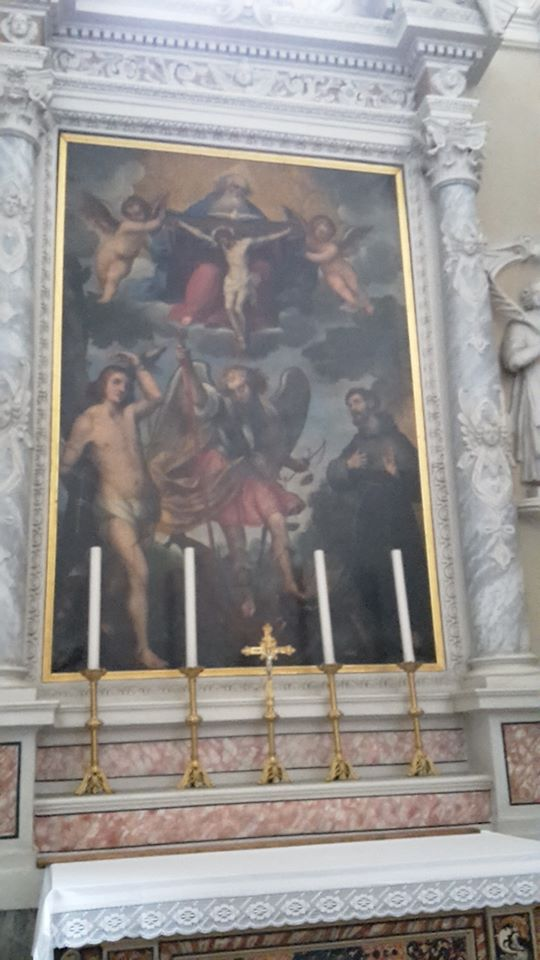
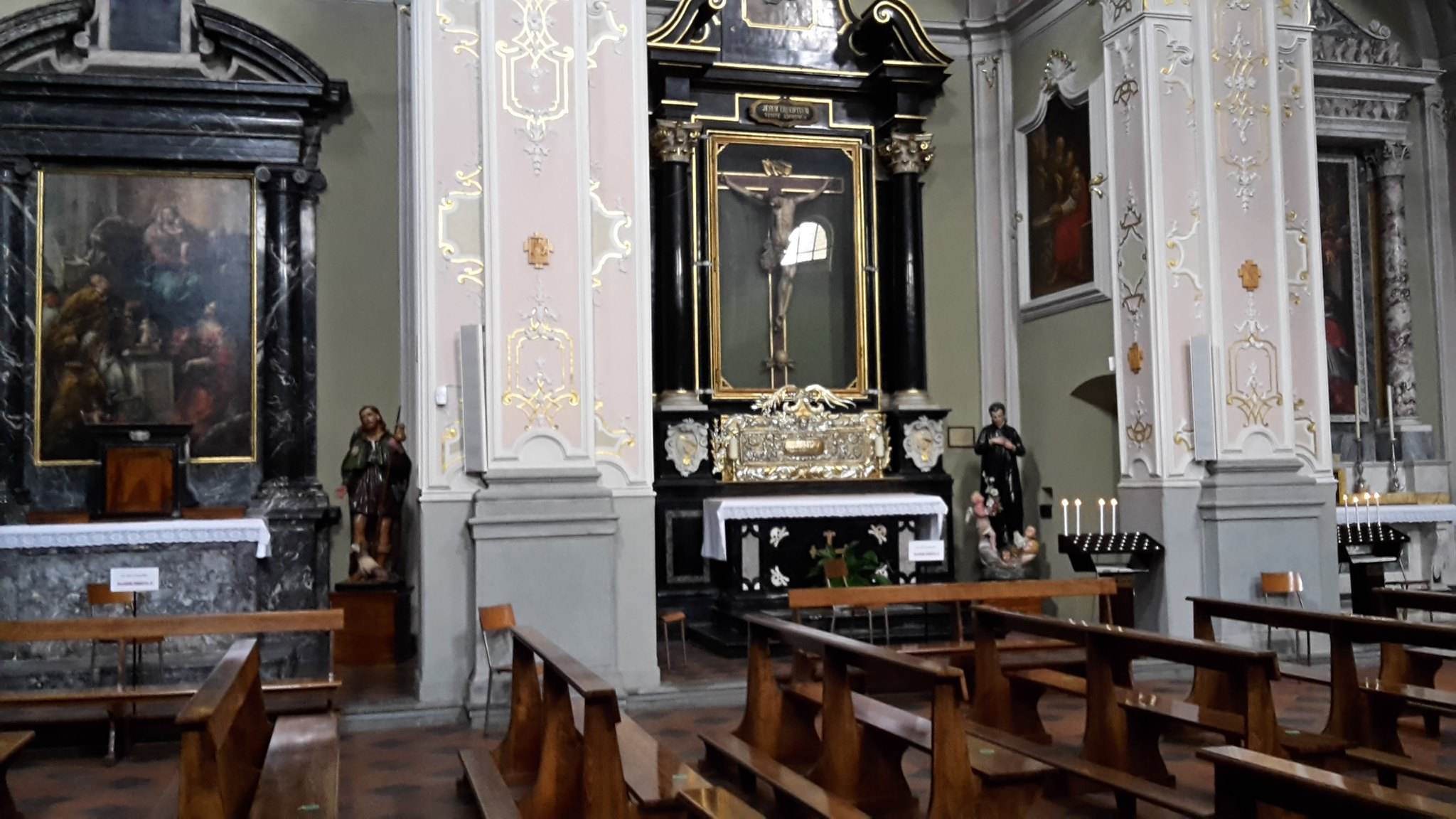